# 聖塔克拉拉原則
聖塔克拉拉原則(英語：Santa Clara Principles)，全稱為「聖塔克拉拉內容審查透明度和問責制原則」（英語：Santa Clara Principles on Transparency and Accountability in Content Moderation），是電子前哨基金會（EFF）等網路人權組織於2018年5月17日針對網路隱私權發布的準則。
聖塔克拉拉原則要求收集資料的網路企業，應遵守定時自我公布(Number)、通知(Notice)與允許申訴(Apeal)等三義務。
準則公布後，獲Snap在內的企業的正面回應。

## 內容

### 自我公布(Number)
企業應定期公布因違反內容方針而停權的帳號及移除的發佈內容的數量。
自我公布資訊，應至少包含下列各種面向：
1. 公布被隱藏的發佈內容數量，及被標記的帳號數量
2. 公布因違反內容方針而被標記、隱藏或移除的發佈內容及被停權的帳號數量
3. 依違反內容方針的條款或類別，公布被標記、隱藏或移除的發佈內容及被停權的帳號數量
4. 依內容格式(文字、圖片、短片)，公布被標記、隱藏或移除的發佈內容及被停權的帳號數量
5. 依地點或受影響的使用者，公布被標記、隱藏或移除的發佈內容及被停權的帳號數量

企業公布的內容應以開源、機器可讀的方式提供。

### 通知(Notice)
因發布內容違反內容方針，而需移除特定使用者帳號及其發布內容時，企業應通知受影響的使用者，及移除內容所依據的條款。
企業通知應至少包含以下內容：
1. URL、部分內容或其他足以讓受影響的使用者辨識是何種內容遭移除的資訊
2. 移除內容所依據的條款
3. 內容是以何種方式發現而移除，包含其他使用者檢舉、政府要求、機器偵測，或其他合法方式。方式標記不應該被隱藏，除因政府法律禁止，來自政府的要求應該被標記。
4. 使用者的申訴管道

### 申訴管道(Appeal)
企業應向受影響的使用者提供有效的申訴管道。
有效的申訴管道應至少符合下列條件：
1. 不由做出最初決定者參與的人工複核
2. 受影響的使用者有權利提供供二次複核使用的額外證據
3. 複核後，企業應通知複核結果。結果通知應包含理由在內。

## 外部連結
- 全文(英語) （页面存档备份，存于）